# دانیل بیدرمان
دانیل بیدرمان (آلمانی: Daniel Biedermann؛ زادهٔ ۲۴ مارس ۱۹۹۳ ‏(۳۱ سال)) دوچرخه‌سوار اهل اتریش است.